# 南开学校

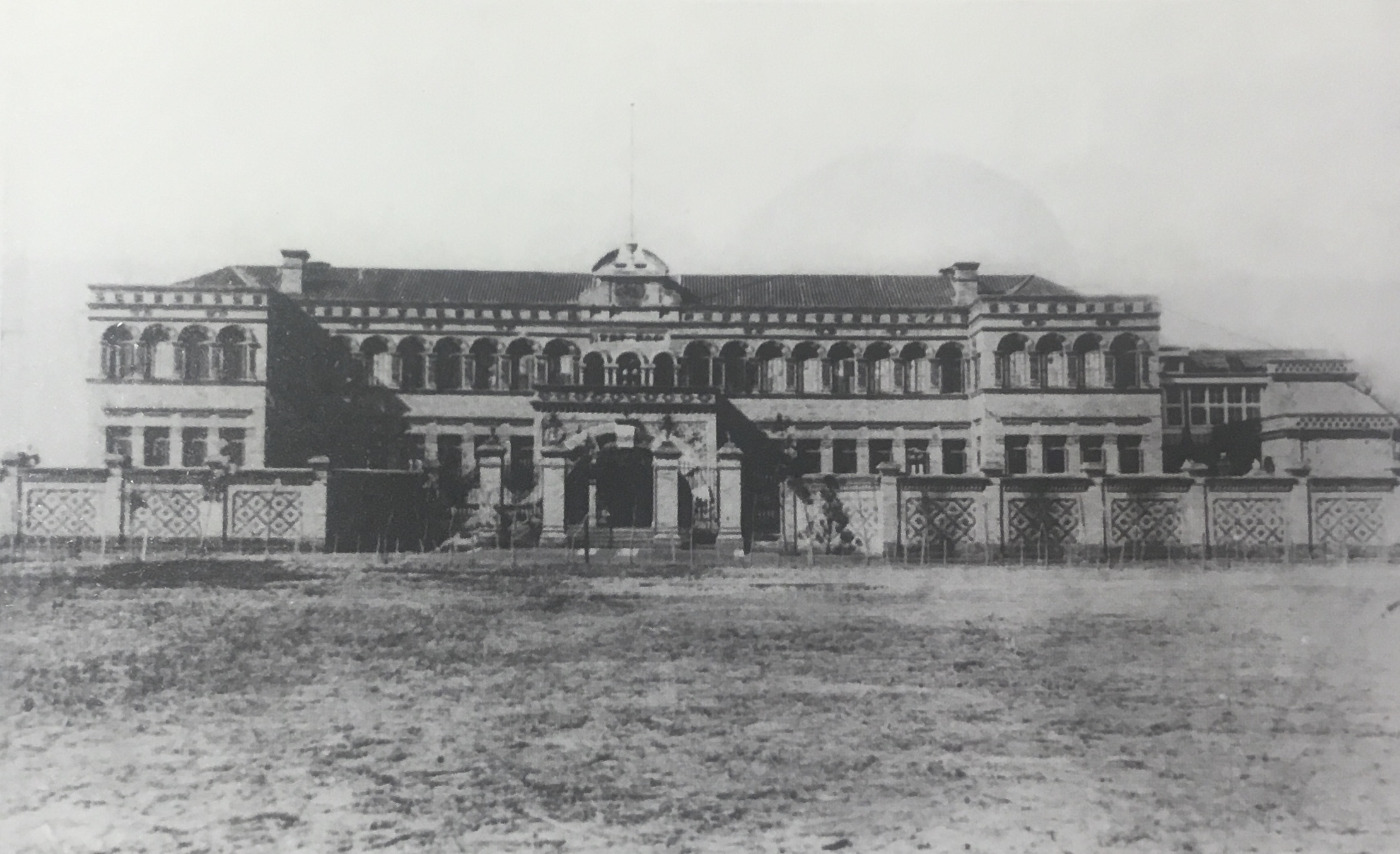
南开学校旧址

南开学校泛指南开系列学校，是严修和张伯苓创办的一系列旨在促进中国近代教育发展的学校，包括南开大学、南开中学、南开女子中学、重庆南开中学、南开小学等。
1937年，南开学校受到日军摧毁。1946年4月9日，南开大学改为国立；1952年12月23日，南开中学改为公立。南开学校内部的从属关系不复存在，但各校都视张伯苓为第一任校长，有着相同的校歌、校训、类似的校徽以及其他文化传统。

## 历史沿革
1898年近代著名教育家严修开设严氏家馆，聘张伯苓任教。1901年，天津邑绅王奎章也聘请张伯苓教其子侄。
1904年严修与张伯苓东渡日本考察教育，归国后将严、王两馆合并，面向社会公开招生，正式成立中学，校舍仍在严宅。校名初为“私立中学堂”，后易名“私立敬业中学堂”，1905年改称“私立第一中学堂”。1906年8月，学校在南开洼起建新校舍。1907年初，学校由严宅迁入南开洼新址，同年秋举行新校舍落成会，将校名改称“南开中学堂”。
1912年4月，按照南京临时政府教育部《普通教育暂行办法》的规定，校名正式定为南开学校。1917年，学生人数已满千人。学校于1919年、1923年、1928年分别成立了大学部、女中部、小学部，与原有中学部合称“南开四部”。1936年抗战爆发前夕，张伯苓卓有远见地开办了重庆南渝中学。1937年7月30日，南开大学、南开中学被侵华日军轰炸。

## 校园

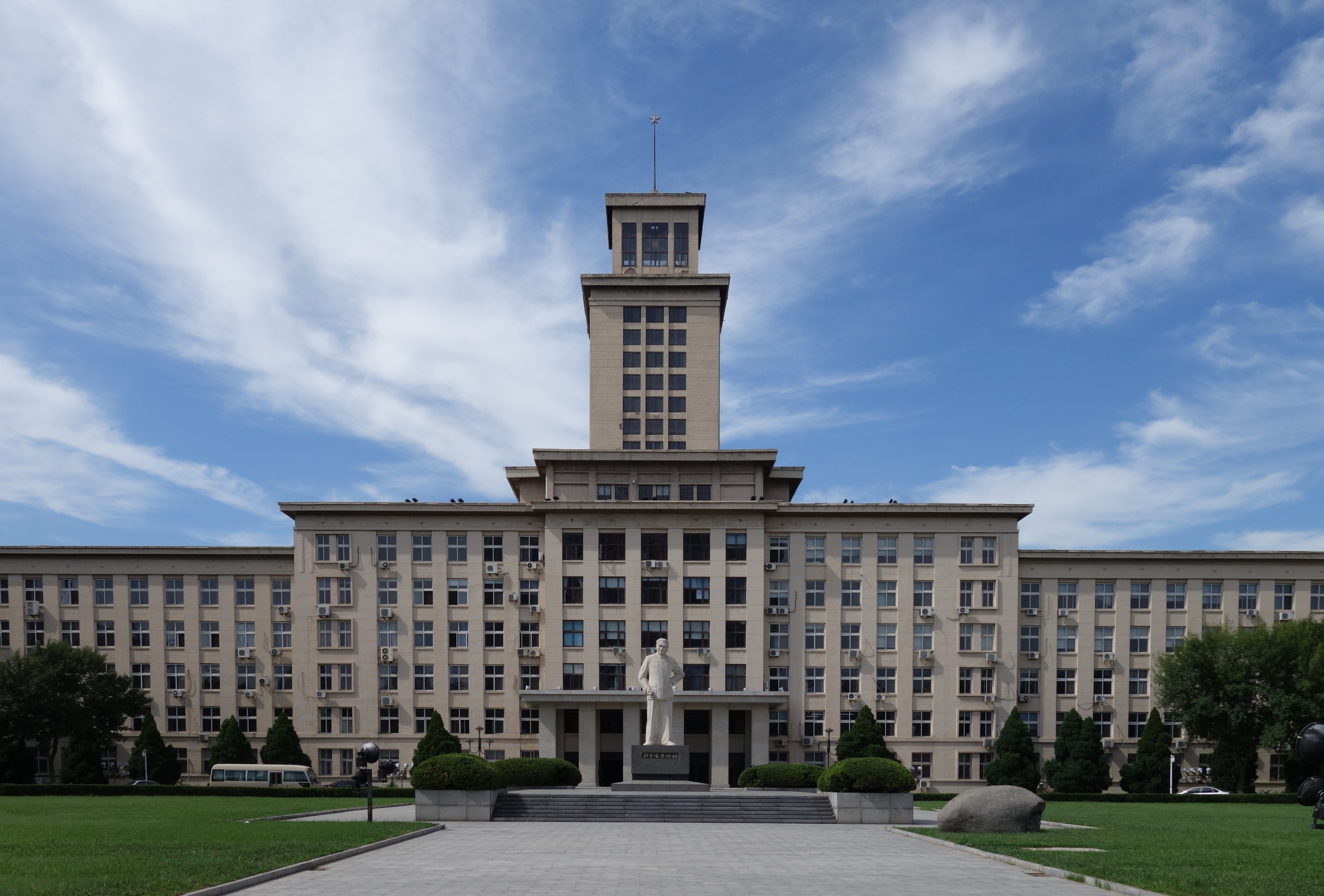
南开大学八里台校区主教学楼